# طوين
طوين هي قرية في مقاطعة ميانة، إيران. عدد سكان هذه القرية هو 82 في سنة 2006.